# Hardt (Radevormwald)
Hardt ist eine Hofschaft in Radevormwald im Oberbergischen Kreis im nordrhein-westfälischen Regierungsbezirk Köln in Deutschland.

## Lage
Hardt liegt im Norden von Radevormwald in der Nähe der Ortschaft Oberönkfeld. Weitere Nachbarorte sind Brunsheide, Brunshöh, Ümminghausen, Möllersbaum und Rochollsberg. Die Ortschaft, bestehend aus einem Haus, ist über einen Weg, der von der Bundesstraße 483, die von Radevormwald nach Schwelm führt, erreichbar.  
Östlich von Hardt verläuft der Bach Heilenbecke, der im Oberlauf auch Lambecke genannt wird.

## Geschichte
1512  wurde der Ort das erste Mal in Kirchenrechnungen urkundlich erwähnt. Die Schreibweise der Erstnennung war Hart.

## Politik und Gesellschaft
Hardt gehört zum Radevormwalder Gemeindewahlbezirk 172 der am 1. Januar 2004 587 Wahlberechtigte hatte.